# Мейбелл (Колорадо)
Мейбелл (англ. Maybell) — переписна місцевість (CDP) в США, в окрузі Моффат штату Колорадо. Населення — 76 осіб (2020).

## Географія
Мейбелл розташований за координатами 40°31′8″ пн. ш. 108°5′20″ зх. д. / 40.51889° пн. ш. 108.08889° зх. д. (40.518983, -108.088823).  За даними Бюро перепису населення США в 2010 році переписна місцевість мала площу 1,34 км², уся площа — суходіл.

### Клімат
| Клімат : Мейбелл        | Клімат : Мейбелл | Клімат : Мейбелл | Клімат : Мейбелл | Клімат : Мейбелл | Клімат : Мейбелл | Клімат : Мейбелл | Клімат : Мейбелл | Клімат : Мейбелл | Клімат : Мейбелл | Клімат : Мейбелл | Клімат : Мейбелл | Клімат : Мейбелл | Клімат : Мейбелл |
| Показник                | Січ.             | Лют.             | Бер.             | Квіт.            | Трав.            | Черв.            | Лип.             | Серп.            | Вер.             | Жовт.            | Лист.            | Груд.            | Рік              |
| Абсолютний максимум, °C | 13,3             | 18,9             | 23,9             | 27,8             | 32,8             | 35,6             | 38,9             | 36,7             | 34,4             | 30,6             | 21,1             | 16,1             | 38,9             |
| Середній максимум, °C   | 0,2              | 2,9              | 8,9              | 15,0             | 20,8             | 26,5             | 30,6             | 29,2             | 23,8             | 17,1             | 7,7              | 1,2              | 15,3             |
| Середній мінімум, °C    | −16,8            | −13,8            | −7,8             | −3,4             | 0,8              | 4,8              | 8,4              | 7,6              | 2,3              | −3,7             | −9,3             | −15,6            | −3,9             |
| Абсолютний мінімум, °C  | −51,1            | −51,7            | −29,4            | −23,9            | −12,2            | −5,6             | −3,3             | −2,2             | −13,3            | −23,3            | −32,2            | −45,6            | −51,7            |
| Норма опадів, мм        | 21               | 22               | 27               | 35               | 29               | 24               | 20               | 23               | 29               | 30               | 28               | 25               | 313              |
| ----------------------- | ---------------- | ---------------- | ---------------- | ---------------- | ---------------- | ---------------- | ---------------- | ---------------- | ---------------- | ---------------- | ---------------- | ---------------- | ---------------- |
| Джерело:                |                  |                  |                  |                  |                  |                  |                  |                  |                  |                  |                  |                  |                  |

## Демографія
Згідно з переписом 2010 року, у переписній місцевості мешкали 72 особи в 39 домогосподарствах у складі 19 родин. Густота населення становила 54 особи/км².  Було 45 помешкань (34/км²).
Расовий склад населення:
| - 97,2 % — білих - 1,4 % — корінних американців |

До двох чи більше рас належало 1,4 %. Частка іспаномовних становила 4,2 % від усіх жителів.
За віковим діапазоном населення розподілялося таким чином: 12,5 % — особи молодші 18 років, 58,3 % — особи у віці 18—64 років, 29,2 % — особи у віці 65 років та старші. Медіана віку мешканця становила 54,0 року. На 100 осіб жіночої статі у переписній місцевості припадало 118,2 чоловіків;  на 100 жінок у віці від 18 років та старших — 117,2 чоловіків також старших 18 років.
Цивільне працевлаштоване населення становило 13 особи. Основні галузі зайнятості: сільське господарство, лісництво, риболовля — 46,2 %, роздрібна торгівля — 30,8 %.